# グータン〜自分探しバラエティ〜
『グータン〜自分探しバラエティ〜』（グータン じぶんさがしバラエティ）は、2004年4月3日から2005年3月26日まで、毎週土曜日23:00 - 23:30（JST）に、関西テレビの制作によりフジテレビ系列で放送されていたトークバラエティ番組。通称「グータン」。大手総合化学メーカー・TEIJINの一社提供番組。
2005年4月13日より水曜日23時枠に移動し、タイトルを『空飛ぶグータン〜自分探しバラエティ〜』と改めリニューアルした。

## 概要
フランス語で、グー（goût）は「センス、趣味」、タン（temps）は「時間、過ごし方」。つまりグータンとは「楽しくリラックスした趣味の時間」という意味。実際にはフランス語でgoût tempsという言葉はなく、造語である。
ゲストの芸能人がMCの1人と出かけ、そのゲストの自然な行動を精神科医の名越康文が分析し、さらにスタジオで本人のカウンセリングをして分析・悩み解消をしていた。
2005年1月にリニューアルし、ゲストを筆跡鑑定・声紋鑑定・心理占星術といった多方面から分析するようになった。コーナー構成は「恐怖のモニタリングルーム」・「鑑識に回せ」。
2005年春の番組改編に伴い、『キングズゴルフ』（大阪本社制作）以来29年間続いた関西テレビ制作の土曜23時枠の番組は、フジテレビ制作の水曜23時枠と交換し、土曜23時枠は『23 SATURDAY DREAM SHOW』がスタート。当番組は2005年4月13日より、タイトルを『空飛ぶグータン〜自分探しバラエティ〜』と改め水曜日23時の｢バラパラ」枠に移動。『空飛ぶグータン』は篠原涼子と優香のみ続投し、松嶋尚美は関西で以前から出演していた『きになるオセロ』（ABCテレビ）と放送時間がかぶったため降板。この改変に伴い、2002年4月の『福山エンヂニヤリング』以降日曜11時に遅れ放送を実施していた沖縄テレビでも同時ネットとなった。
当番組終了後、土曜23時枠の番組をフジテレビ以外の局が制作するのは、2016年3月まで平日午後帯に放送の『東海テレビ制作昼の帯ドラマ』終了に伴って制作局をフジテレビから東海テレビに移管する『オトナの土ドラ』まで11年途絶えることとなった。

## 出演者

### MC
- 篠原涼子
- 優香
- 松嶋尚美（オセロ）

### 先生
- 名越康文（精神科医、 - 2004年12月）
- 根本寛（筆跡鑑定）
- 鈴木松美（声紋鑑定）
- 鏡リュウジ（心理占星術）
- 堤邦彦（精神科医）

## 放送日・ゲスト
| 回 | 放送日         | ゲスト                                                                               | 視聴率 |
| -- | -------------- | ------------------------------------------------------------------------------------ | ------ |
| 01 | 2004年4月3日   | 内村光良（ウッチャンナンチャン）                                                     |        |
| 02 | 2004年4月10日  | 中島知子（オセロ）                                                                   |        |
| 03 | 2004年4月17日  | 曙太郎                                                                               |        |
| 04 | 2004年4月24日  | 石原良純                                                                             |        |
| 05 | 2004年5月1日   | 小倉優子                                                                             | 5.1%   |
| 06 | 2004年5月8日   | さとう珠緒                                                                           | 8.5%   |
| 07 | 2004年5月15日  | さとう珠緒、久本雅美                                                                 | 6.0%   |
| 08 | 2004年5月22日  | ユンソナ                                                                             | 7.1%   |
| 09 | 2004年5月29日  | 鈴木亜美                                                                             | 5.4%   |
| 10 | 2004年6月5日   | 瀬戸朝香                                                                             | 6.1%   |
| 11 | 2004年6月12日  | 假屋崎省吾                                                                           | 6.5%   |
| 12 | 2004年6月19日  | これまでのゲストの詩と、名越康文氏の分析を一挙公開するスペシャル                     | 4.8%   |
| 13 | 2004年6月26日  | さまぁ〜ず（三村マサカズ、大竹一樹）                                                 |        |
| 14 | 2004年7月3日   | 観月ありさ                                                                           |        |
| 15 | 2004年7月10日  | 石黒彩                                                                               |        |
| 16 | 2004年7月17日  | 有田哲平（くりぃむしちゅー）                                                         |        |
| 17 | 2004年7月31日  | ふかわりょう、アンタッチャブル、アンガールズ、ネゴシックス、レギュラー               |        |
| 18 | 2004年8月7日   | 保坂尚輝                                                                             |        |
| 19 | 2004年8月21日  | 名倉潤（ネプチューン）                                                               |        |
| 20 | 2004年8月28日  | 青木さやか                                                                           |        |
| 21 | 2004年9月4日   | 志村けん                                                                             |        |
| 22 | 2004年9月11日  | 辺見えみり                                                                           |        |
| 23 | 2004年9月18日  | さとう珠緒/上半期総決算SP前編                                                        |        |
| 24 | 2004年9月25日  | さとう珠緒/上半期総決算SP後編                                                        |        |
| 25 | 2004年10月2日  | 鈴木紗理奈                                                                           |        |
| 26 | 2004年10月9日  | 小池栄子                                                                             |        |
| 27 | 2004年10月16日 | 上原多香子                                                                           |        |
| 28 | 2004年10月23日 | KABA.ちゃん                                                                          |        |
| 29 | 2004年10月30日 | 若槻千夏                                                                             |        |
| 30 | 2004年11月6日  | 堀内健（ネプチューン）                                                               |        |
| 31 | 2004年11月13日 | 杉本彩                                                                               |        |
| 32 | 2004年11月20日 | 梨花                                                                                 |        |
| 33 | 2004年11月27日 | 加藤茶                                                                               |        |
| 34 | 2004年12月4日  | デヴィ夫人                                                                           |        |
| 35 | 2004年12月11日 | マルシア                                                                             |        |
| 36 | 2004年12月18日 | MEGUMI                                                                               |        |
| 37 | 2004年12月25日 | 名越流恋愛分析スペシャル                                                             |        |
| 38 | 2005年1月8日   | 南野陽子                                                                             |        |
| 39 | 2005年1月15日  | 波田陽区                                                                             |        |
| 40 | 2005年1月22日  | 波田陽区                                                                             |        |
| 41 | 2005年1月29日  | インパルス                                                                           |        |
| 42 | 2005年2月5日   | 友近                                                                                 |        |
| 43 | 2005年2月12日  | 花田勝                                                                               |        |
| 44 | 2005年2月19日  | 永井大                                                                               |        |
| 45 | 2005年2月26日  | 坂下千里子                                                                           |        |
| 46 | 2005年3月5日   | 松岡充（SOPHIA）                                                                     |        |
| 47 | 2005年3月12日  | 陣内孝則                                                                             |        |
| 48 | 2005年3月19日  | 青木さやか                                                                           |        |
| 49 | 2005年3月26日  | 松嶋尚美卒業SP（相方である中島知子が、松嶋の性格分析をするという設定で特別出演した） |        |

## スタッフ
- 企画・演出・プロデュース : おちまさと
- ナレーション : 立木文彦
- ディレクター : 中畠義之（KTV）、飯島冬貴
- プロデューサー : 川中康三（KTV）、工藤浩之
- 技術協力 : ニユーテレス、FLT、レモンスタジオ、IMAGICA
- 美術協力 : フジアール
- 制作協力 : K-max
- 制作著作 : 関西テレビ